# Cethosia alkmene
Cethosia alkmene är en fjärilsart som beskrevs av Hans Fruhstorfer 1902. Cethosia alkmene ingår i släktet Cethosia och familjen praktfjärilar. Inga underarter finns listade i Catalogue of Life.